# SPD Frauen
SPD FRAUEN – Arbeitsgemeinschaft Sozialdemokratischer Frauen ist die Frauenorganisation der SPD. Ihre Vorsitzende sind die bayerische Europaabgeordnete Maria Noichl und Ulrike Häfner aus Potsdam.
Die Arbeitsgemeinschaft hat sich die Gleichstellung von Frauen und Männern in Partei und Gesellschaft zum Ziel gesetzt. Sie bringt die Interessen und Forderungen der Frauen in der politischen Willensbildung der Partei zur Geltung und macht Frauen mit der Politik und den Zielen der Partei vertraut. Ziel ist, im Dialog mit Gewerkschaften, Verbänden, Organisationen und der deutschen und internationalen Frauenbewegung gemeinsame Forderungen zu entwickeln und durchzusetzen.
Der Verein ist Mitglied des Deutschen Frauenrates, der PES Women (Frauenorganisation der Sozialdemokratischen Partei Europas (SPE)) und der „Sozialistischen Fraueninternationale“.
Bis Oktober 2023 nannte sich die Organisation nur Arbeitsgemeinschaft Sozialdemokratischer Frauen (ASF).

## Geschichte
Am 24. Juni 1972 beschloss der Parteivorstand der SPD, eine Arbeitsgemeinschaft für Frauen in der SPD einzurichten. Vom 23. bis 25. März 1973 fand dann die erste Bundeskonferenz der AsF in Ludwigshafen statt. Zur ersten Bundesvorsitzenden wurde dort Elfriede Eilers gewählt. Deren Nachfolgerin wurde 1977 Elfriede Hoffmann, die das Amt bis 1981 ausübte.
Auf Elfriede Hoffmann folgte Inge Wettig-Danielmeier, die bis 1992 Bundesvorsitzende der AsF blieb. In ihre Amtszeit fällt die Einführung der Geschlechterquote von 40 Prozent in der SPD. Die Quote war anfangs in der SPD, aber auch in der ASF heftig umstritten. Wettig-Danielmeier gehörte aber zu denjenigen, die die Quote in der SPD mit durchsetzten. Auch gelang es der ASF, im Berliner Programm der SPD von 1989 den Satz „Wer die menschliche Gesellschaft will, muss die männliche überwinden“ zu verankern. Dieser findet sich auch im „Hamburger Programm“ der SPD von 2007 wieder.
Nach der Wende in der DDR entstand in der dort gegründeten Sozialdemokratischen Partei der DDR auch eine Arbeitsgemeinschaft Sozialdemokratischer Frauen unter Vorsitz von Eva Kunz. Mit dem Zusammenschluss der Parteien am 26. September 1990 schlossen sich auch die Arbeitsgemeinschaften zusammen.
Nachfolgerin von Inge Wettig-Danielmeier wurde Karin Junker, die das Amt von 1992 bis 2004 ausübte. Auf sie folgte Elke Ferner, 2018 wurde die derzeit amtierende Bundesvorsitzende Maria Noichl gewählt. Seit der digitalen Bundeskonferenz der ASF am 17./18. Juli 2021 steht an der Spitze der ASF/SPD Frauen erstmals eine Doppelspitze, bestehend aus Maria Noichl und Ulrike Häfner.

## Organisation

### Rechtliche Stellung
Als Arbeitsgemeinschaft der SPD ist SPD FRAUEN keine rechtlich selbständige Organisation, sondern Teil der SPD. Die Rechte und die grundsätzliche Organisation der SPD FRAUEN ist in den „Grundsätzen und Richtlinien für die Tätigkeiten der Arbeitsgemeinschaften in der SPD“ geregelt (beschlossen durch den Parteivorstand am 26. März 2012).
Gliederungen der SPD FRAUEN können nur mit Zustimmung des jeweiligen Vorstandes der Partei eingerichtet werden. Zwar arbeitet SPD FRAUEN grundsätzlich autonom, der Vorstand der jeweiligen SPD-Gliederung hat jedoch Eingriffsrechte; er kann z. B. bestimmte Veranstaltungen untersagen, Mitglieder- oder Delegiertenversammlungen einberufen, dort Anträge stellen und auch die Abwahl des Vorstandes durch die Mitglieder-/Delegiertenversammlung beantragen.

### Mitgliedschaft
SPD FRAUEN gehören alle weiblichen SPD-Mitglieder an – das sind mit rund 134.000 Frauen 33 Prozent der SPD-Mitglieder (SPD-Gleichstellungsbericht 2021).  Eine eigenständige Mitgliedschaft nur in der ASF gibt es nicht. Allerdings besteht die Möglichkeit, als Gastmitglied in der ASF aktiv zu sein. Gastmitglieder haben aber kein Wahlrecht.
Interessierte können, ohne Mitglied der SPD zu werden, den Status einer Unterstützerin oder eines Unterstützers nach § 10 a Abs. 3 des Organisationsstatuts der SPD erhalten. Unterstützer erhalten in einer Arbeitsgemeinschaft und/oder einem Themenforum auf Bundesebene die vollen Mitgliedsrechte. Hier haben sie das aktive und passive Wahlrecht sowie Antrags, Rede- und Personalvorschlagsrecht. Grundlage ist die „Richtlinie des SPD-Parteivorstands zu Unterstützer/innen“ (beschlossen durch den Parteivorstand am 26. März 2012).

### Gliederung
Die Gliederung folgt dem Aufbau der SPD. Entsprechend bestehen unterhalb der Bundesebene Landesverbände, Bezirke (diese Gliederungen fallen bis auf Hessen und Niedersachsen überall zusammen), Unterbezirke und Arbeitsgemeinschaften. In einigen Bezirken gibt es zusätzlich Kreisverbände und Regionalbezirke, sofern diese auch bei der SPD bestehen.

### Bundesebene
Höchstes Gremium auf der Bundesebene ist die alle zwei Jahre stattfindende Bundeskonferenz. Ihr gehören der Bundesvorstand sowie 250 von den Bezirksverbänden gewählte Delegierte an; die Aufteilung der Delegiertenmandate auf die Bezirke erfolgt bei je einem Grundmandat nach der Zahl der weiblichen SPD-Mitglieder. Die Bundeskonferenz beschließt über Anträge und das Arbeitsprogramm der SPD FRAUEN, wählt den Bundesvorstand und nimmt dessen Rechenschaftsbericht entgegen. Außerhalb des zweijährlichen Turnus können außerordentliche Bundeskonferenzen stattfinden.
Der Bundesausschuss ist die Vertretung der Bezirksverbände zwischen den Bundeskonferenzen. Er besteht aus 30 von den Bezirken gewählten Delegierten und dem Bundesvorstand.
Der SPD-FRAUEN-Bundesvorstand besteht aus zwei Vorsitzenden, drei stellvertretenden Vorsitzenden und 12 Beisitzerinnen. Derzeitige Bundesvorsitzende sind Maria Noichl, MdEP, und Ulrike Häfner, stellvertretende Vorsitzenden sind Christiane Buhl, Christine Faltynek und Anke Schneider.

### Ziele
Die Ziele der SPD FRAUEN sind:
- tatsächliche Gleichstellung in der Gesellschaft
- die Existenz sichernde Erwerbstätigkeit und eigenständige Alterssicherung von Frauen
- die Gleichstellung von Frauen und Abbau von Diskriminierung im Berufsleben
- Erweiterung des Berufswahlspektrums für Mädchen und Frauen um Naturwissenschaft und Technik
- Vereinbarkeit von Beruf und Familie für Mütter und Väter
- Bekämpfung von Gewalt gegen Frauen
- Umsetzung der Frauenrechte weltweit
- die Gleichstellung innerhalb der SPD durch die konsequente Anwendung der Quotenregelung